# Culture de Dapenkeng

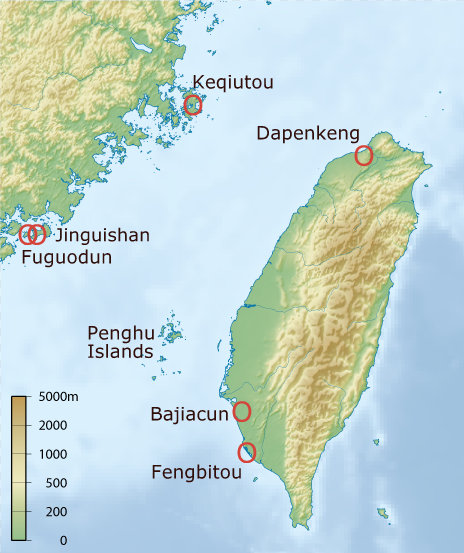
Carte des sites néolithiques de Taïwan et des sites plus anciens du continent

La culture de Dapenkeng (chinois : 大坌坑文化) est une culture du Néolithique moyen apparue dans le nord de Taïwan vers 4500 av. J.-C. et qui s'est propagée rapidement sur la côte de cette île ainsi que dans les îles Penghu (Îles Pescadores), à l'Ouest. La plupart des chercheurs estiment que cette culture a été apportée du continent, à travers le détroit de Taiwan, par les ancêtres des Aborigènes de Taïwan actuels, de langues austronésiennes anciennes. Les sites découverts de l'autre côté du détroit pourraient correspondre à la  « culture d'origine »  car le matériel est identique des deux côtés du détroit. Des contacts permanents avec le continent sont supposés en raison d'un certain nombre de caractéristiques communes.

## Historique
Le premier groupe de sites Dapenkeng fouillés comprend celui de Taipei (Dapenkeng), celui de Feng-pi-t'ou (Fengbitou), de Pa-chia-ts'un (Bajiacun) et Kuo-yeh sur l'île P'eng-hu (Penghu).
Le site éponyme de Dapenkeng (ou Tapenkeng) se situe dans le district de Bali (Nouveau Taipei, nord de Taïwan). Il a été découvert en 1958. D'autres sites de plus grande taille ont été fouillés avant 1980, dont la couche la plus basse du site de Fengbitou dans le district de Linyuan, le site localisé dans la ville de Kaohsiung et celui de la ville de  Bajiacun dans le district rural de Guiren, au sud de Tainan  (sud-ouest de l'île). Des sites Dapenkeng ont été trouvés depuis dans les zones côtières autour de l'île et sur les îles Penghu dans le détroit de Taiwan.

## Chronologie
La culture de Dapenkeng s'est répandue sur le pourtour de Taïwan et dans les îles Pescadores entre 4500 et 2200 av. J.-C..
Une étude comparative des céramiques des deux côtés du détroit laisse penser que des cultures du continent comme celles de Xianrendong, Zengpiyen, Liyuzhui et Baozhitou, dont les séquences archéologiques datent d’avant 5000 av. J.-C. à Xianrendong, et dès 6700 av. J.-C. à Baozhitou, pourraient être les indicateurs de foyers précurseurs de la culture de Dapenkeng.

## Diffusion
Les populations de culture Dapenkeng se sont différenciées selon les sites. La culture de Fengpitou (鳳 鼻頭), ou Fengbitou (site éponyme au sud-ouest de l'île), caractérisée par une céramique rouge au fin décor cordé, a été découverte dans les îles Penghu et dans les parties centrales et méridionales de la côte ouest de l'île de Taïwan ; une culture à la céramique semblable occupait les zones côtières orientales. Elles se sont différenciés plus tard en formant les cultures Niumatou et Yingpu dans le centre de Taïwan, les cultures Niuchouzi (牛稠子) et Dahu dans le Sud-ouest, la culture de Beinan dans le Sud-est la culture de Qilin (麒麟) dans le Centre-est. La culture de Yuanshan  (圓山) dans le Nord ne semble pas être étroitement liées aux précédentes, avec des herminettes sectionnées, des herminettes à épaulement de pierre et une céramique sans impression cordée. Certains chercheurs suggèrent qu'elle représente une autre vague d'immigration en provenance de la partie continentale, mais aucune culture similaire n'est connue non plus sur le continent.

## Mode de subsistance
La pêche côtière offrait, de loin, la ressource principale. Ces populations pratiquaient donc la pêche des poissons, mais peu en haute mer, ainsi que la collecte des coquillages marins, la chasse et le jardinage. Le riz est de plus en plus intensément cultivé à partir d'environ 2550 av. J.-C.. Dans les phases suivantes ils cultivèrent intensivement le millet et le riz,. Le millet aurait, peut-être, été cultivé pour diversifier les ressources, et aurait été même échangé avec des populations du nord de la Chine ou, plus simplement, avec des populations de l'est de l'île qui avaient domestiqué le millet local. La diversité de leurs moyens de subsistance est un élément important qui a facilité l'expansion des locuteurs de langues austronésiennes aux Philippines et au-delà.

## Caractéristiques
Tous ces sites présentent certains traits en commun : 
- Ce sont des sites côtiers ou sur terrasses fluviales ;
- La poterie, avec le sable comme dégraissant, est généralement épaisse[13], de couleur brun foncé ou brun rougeâtre. On peut distinguer deux types : de grandes jarres globulaires et des bols hémisphériques. Certaines jarres présentent des pieds perforés et parfois des poignées[14]. Le corps des jarres est toujours couvert par l'impression de cordes (décor cordé), sauf pour les jarres évasées, qui sont décorées (sur les bords, avec des lignes ondulées incisées et des traits courts et parallèles[15]) de dessins linéaires incisés en forme de vagues et de courts traits parallèles[16] ;
- Les herminettes sont, pour la plupart, de section quadrangulaires et polies, pour la plupart aussi ;
- Des cailloux percés, ayant jusqu'à 20 cm de diamètre, ont été probablement utilisés comme lests de filets de pêche ;
- De nombreuses pointes en ardoise, plates et triangulaires ;
- et des battoirs, pour tissus en écorce battue, ont été trouvés sur deux sites.

Tous ces artéfacts sont des signes culturels propres aux cultures austronésiennes, en particulier les battoirs.

## Deux sites découverts récemment
Parmi bien d'autres sites découverts récemment, les deux sites de Nan-kuan li ont été publiés en 2002 (Nanke Archaeological Team, 2002). Ces deux sites ont été découverts à la suite de travaux de construction et ont fait l'objet d'une fouille de sauvetage. Le site Nan-kuan li est occupé de 3050 à 2350 av. J.-C. et l'autre site est Nan-kuan li Est, Au sud de l'île dans la plaine d'inondation à Hsin-shih dans le district de Tainan ville, ils ont livré un riche matériel qui témoigne de pratiques agricoles à leur début et comportent aussi des tombes :
Ce matériel caractéristique de la culture de Dapenkeng se compose ainsi :
- des céramiques similaires à celles décrites plus haut (certaines poteries ont des décors peints[2]) ;
- un certain nombre de types d'outils en pierre :
  - des cailloux piquetés, jusqu'à 20 cm de diamètre, ont été probablement utilisés comme lests de filets de pêche,
  - des battoirs de tissus en écorce battue ont été trouvés sur deux sites ( le signe culturel propre aux cultures austronésiennes[8]),
  - les herminettes étaient finement polies, de section quadrangulaire. Des herminettes à épaulements, en basalte, apparaissent plus tard dans la période, et sont censées provenir d'un atelier sur l'île de Penghu,
  - de nombreux poinçons minces, plats, triangulaires en ardoise verte ont été trouvés, chacun avec un trou percé par le milieu[18] ;
- et d'autres matériaux :
  - en os ou en bois de cerf : des pointes, des ciseaux, des perles, entre autres,
  - des couteaux conçus pour la récolte et fabriqués à partir de coquilles d'huîtres.

On a découvert aussi des restes fauniques : poissons, cervidés, porcs et chien, et des plantes : essentiellement des graines de nigaki, Picrasma quassioides (en) et des restes de micocoulier de Chine, Celtis sinensis (en). Il faut noter que l'on a aussi découvert des grains de riz brûlés sur ces sites et sur le site de You hsien-fang, ainsi que des grains de millet en relative abondance (setaria italica) sur Nan-kuan li Est. Le riz découvert a permis d'explorer son origine et son évolution vers les sous-espèces locales de Oryza sativa (riz asiatique) : Hsien (Oryza indica) et Keng (Oryza sinica/ oryza japonica).
Sur les douze tombes, la moitié appartenaient à des enfants et des jeunes gens. À part un corps en position fléchie, tous les autres étaient allongés sur le dos, la tête vers le Sud.

## Les deux phases suivantes de différenciation culturelle
À partir d'environ 2550 av. J.-C. ces populations se sont différenciées les unes des autres. Et à cette époque on voit apparaitre les premières traces de culture du riz.
Les cultures néolithiques de la côte Est se divisent en deux groupes. La culture de Ch'i-lin, vers 2000 av. J.-C., sur la face côtière des collines de Taitung, se distingue par une grande variété de mégalithes : sépultures à ciste, murs, colonnes, menhirs, dolmens, sculptures et disques. La culture de Pei-nan est généralement située dans la vallée du rift de Taitung. Elle se distingue par des colonnes tirées de plaques d'ardoise, et dans le même matériau : des cercueils, des auges (ou abreuvoirs) et des pilons. Leurs poteries sont de terre cuite orange et grossière. On en trouve rarement et ce sont des jarres à l'ouverture évasée et avec deux anses verticales ou horizontales.
Entre 1500 et 1000 av. J.-C. on assiste à une seconde vague de différenciations entre les cultures et le nombre de sites s'accroit considérablement. Tous les sites de cette période se trouvent placés en des lieux bien plus variés qu'auparavant. On trouve de nombreuses houes de pierre et des jarres, probablement pour la conservation des réserves agricoles, ce qui suppose une agriculture bien plus développée qu'auparavant. Plus tard, sur la côte Est, la collecte de fruits de mer et la pêche étaient manifestement toujours essentiels.

## Une origine continentale?
Taïwan a été occupée par des populations paléolithiques, qui ont atteint l'île au cours de la dernière période glaciaire, vers la fin du Pléistocène, lorsque le niveau de la mer était plus bas et le détroit de Taïwan remplacé par un passage terrestre. Bien que la culture de Changbin du Paléolithique chevauche les premiers sites de Dapenkeng, les archéologues n'ont trouvé aucune preuve de développement évolutif et supposent que la culture de Dapenkeng doit être venue d'ailleurs. La candidate la plus probable à cette « origine » est la côte du Fujian, de l'autre côté du détroit de Taïwan, lequel a 130 km de large en son point le plus étroit. Cependant les données archéologiques de cette région sont tout à fait limitées :
- le site de Keqiutou sur l'île de Haitan a été partiellement détruit par des activités qui ont suivi sa découverte, mais il a été fouillé par les archéologues du Fujian[21]. Il présente des galets travaillés, des herminettes polies et des poinçons similaires à ceux des sites de Dapenkeng. La décoration de la poterie y est plus variée[22] ;
- le site de Fuguodun sur les îles Kinmen a été trouvé par un géologue et fouillé avec sa compétence[23]. Une partie de la céramique porte un décor cordé, mais le décor imprimé avec des coquilles est le plus courant [24] ;
- le site de Jinguishan sur les îles Jinmen présente une céramique semblable à celle de Fuguodun, mais sans décor cordé[25].

Kwang-Chih Chang avance que les sites de Fuguodun et Dapenkeng seraient des variantes régionales de la même culture. D'autres chercheurs les considèrent comme des cultures distinctes, en faisant remarquer les différences dans les styles de céramique.
Ces cultures continentales côtières semblent être apparues brusquement sans précurseurs locaux et leurs origines ne sont pas claires. Chang et Goodenough avancent que ces cultures reflètent l'influence de la culture de Hemudu et de la culture de Majiabang situées dans la région du bas Yangtsé, mais ils ne savent pas si c'est le résultat d'une migration ou d'échanges commerciaux. Peter Bellwood convient que le groupe culturel austronésien est venu de cette région, mais que la preuve archéologique n'en a pas encore été trouvée. Enfin le scénario présenté par Li Kuang-ti, en 2013, se présente avec de nouvelles données : les populations austronésiennes seraient originaires du continent et seraient passées dans l'île par ces sites côtiers où elles auraient su adapter leurs stratégies de subsistance à ces milieux marins, sans oublier leurs connaissances agricoles, utiles quand le contexte aurait changé.